# 哈米爾頓海崖
69°44′S 73°56′E / 69.733°S 73.933°E
哈米爾頓海崖，是南極洲的海崖，位於伊麗莎白公主地，處於帕爾默角以西4公里和卡洛琳米科爾森山以西19公里，由挪威製圖師根據探險隊拍攝的空中照片繪入地圖，現時由南極條約體系管理。